# Ужоговка
Ужого́вка (рос. Ужоговка) — присілок у складі Афанасьєвського району Кіровської області, Росія. Входить до складу Пашинського сільського поселення.
Населення становить 13 осіб (2010, 22 у 2002).
Національний склад станом на 2002 рік — росіяни 100 %.